# Баткуша
Баткуша је насељено мјесто у општини Шамац, Република Српска, БиХ. Према попису становништва из 2013. у насељу је живјело 632 становника.

## Име
Име села Баткуша вјероватно има коријење у илирској и славенској топономији.Према историчару Владимиру Ћоровићу, топоними попут, Батово, Батотићи, Батуша и Батићи повезани су са именом Батом, које је често било међу илирским племенима.
Након доласка Словена у 6. и 7. вијеку, многи илирски топоними су се прилагодили славенском језику, али су задржали основне коријене.Стога је могуће да име Баткуша потиче од личног имена Бато, с'додатком суфикса "-куша", који би могао означавати мјесто повезано с'особом тог имена.
Иако нема дирекних писаних извора који објашњавају етимологију села Баткуша, комбинација илирског имена Бато и славенских језичких утјецаја пружа вјеродостојно објашњење за настанак овог топонима.

## Историја

### Посавска буна
Баткуша је имала значајну улогу у Посавској буни, познатој и као Требавска или Протина буна. Ова буна је била оружани отпор српских сељака против османске власти, изазван тешким економским условима, укључујући наметање пореза и кулука од стране бегова.
Један од кључних сарадника вође буне, проте Стевана Аврамовића из Орашја је био Марко Симић, свештеник из Баткуше, поред осталих свештеника из околних села. Учествовао је на састанцима за припрему буне у кући свештеника Стојчевића, где је одлучено да се са буном крене у јесен 1858. године, након завршетка пољских радова.
Пре планираног покретања устанка, Махмут-бег је у Баткуши пронашао складиште оружја и предао га је властима у Градачцу, што је потакнуло устанике да крену са буном крајем септембра 1858. године, раније него што је планирано.
Једна од најжешћих битака вођена је 29. септембра 1858. године у Жабару, у засеоку Липник. У почетку је устаничка војска побеђивала, али је Турцима затим стигло појачање, „једренлије,“ тзв. резервна војска, што је преокренуло ток битке у корист Турака. Турском војском је у почетку командовао Тузлић – бег, кога је убио Лазар Ђукић, главни нишанџија из Брвника. У бици се посебно истакао хајдук Јован Калиновић звани Калина из Горњег Жабара, за кога се по предањима причало да га пушке нису могле убити, али су га на Липнку убили кољем, зато што није успео да побегне јер су му се откопчали каиши на опанцима.
Према многобројним легендама и причама које су се испреле око Битке на Липнку, такође су се се у овом крвавом окршају истакли и барјактар Јаков Живковић из Човић Поља, као и Лазо Новаковић и Лазо Несторовић из Горњег Жабара. Сви они су дали живот за слободу и независност нашег народа, која ипак тада није могла да буде остварена због неравноправног односа снага у липнчкој шуми.
Због недостатка муниције устаници су се морали повући у два правца: према Обудовцу и Орашју. Разјарени Турци су су кренули за устаницима, палећи српска села кроз која су пролазили, а најгоре су прошли житељи Баткуше, Слатине и Обудовца. Том приликом је у Обудовцу спаљена ниска дрвена црква са свим инвентаром и светим књигама. Устаници су се храбро борили, али су на крају били надјачани и поражени од стране османске војксе, која је укључивала 
и локалне муслиманске
добровољце.Баткуша је тешко страдала, многи становници су убијени, куће су спаљене, а имовина опљачкана.Након свих тих тешких дешавања, уследила је велика глад која је додатно погодила становништво.Ипак, упркос бројним недаћама и изазовима, мештани Батуше и околних села успели су да се, након извесног времена, опораве. Захваљујући својој упорности, заједништву и вјери у Христа, остали су на својим огњиштима и наставили да живе на земљи својих предака.

### Први светски рат
Први светски рат био је време великих страдања, подела и несреће која је задесила милионе људи широм Европе. Међу њима су се нашли и Срби православци из села Баткуше, које се тада налазило под влашћу Аустроугарске. У тим тешким годинама, наши преци су се суочили са моралном дилемом и тугом која се тешко може замислити – мобилисани су да ратују против своје браће из Краљевине Србије. Аустроугарске власти нису имале милости. Почетком рата, многи младићи из Баткуша су позвани у војску, често без права гласа. Иако су знали да су им на другој страни браћа Срби православци нису имали избора. Старији људи из села су препричавали како су војници из Баткуше на фронтовима гледали у непознато, са срцем које се цепало.Многи су чак дезертирали и покушали да пређу у редове српске војске, ризикујући живот за оно у шта су веровали – братство, част и истину.

## Становништво
| Демографија | Демографија | Демографија |
| Година      | Становника  | Становника  |
| ----------- | ----------- | ----------- |
| 1879.       | 363         |             |
| 1885.       | 415         |             |
| 1910.       | 584         |             |
| 1921.       | 663         |             |
| 1948.       | 887         |             |
| 1953.       | 924         |             |
| 1961.       | 1.006       |             |
| 1971.       | 983         |             |
| 1981.       | 975         |             |
| 1991.       | 924         |             |
| 2013.       | 632         |             |